# Lotnisko Mińsk Mazowiecki
 Lotnisko Mińsk Mazowiecki – lotnisko wojskowe w Janowie pod Mińskiem Mazowieckim. Znajduje się tam 23 Baza Lotnictwa Taktycznego. Pas startowy ma 2,5 km długości. W bazie przebywa 16 samolotów MiG-29.
W przeszłości istniały plany przekształcenia lotniska w cywilny port lotniczy pod Warszawą obsługujący loty międzynarodowe. Obecnie takie plany nie istnieją, ze względu na fakt, że dodatkowe lotniska dla Warszawy uruchomiono w  Radomiu i Modlinie przez co brak potrzeby istnienia kolejnego lotniska.
18 grudnia 2017 podczas podejścia do lądowania samolot MiG-29 rozbił się 8 km przed pasem w okolicach Kałuszyna. Pilotowi nic się nie stało.